# Цар лъв 3: Хакуна матата
„Цар лъв 3: Хакуна матата“ (The Lion King 3: Hakuna Matata, наричан Цар Лъв 1½ (The Lion King 1½) в САЩ) e анимационен филм на компанията „Уолт Дисни“, чието действие върви паралелно с това на Цар лъв. Филмът представя приключенията на Тимон и Пумба преди да срещнат Симба и как той израства с тях, преди да се срещне с приятелката от детството си Нала. Филмът е издаден на DVD и видео в началото на 2004 г.

## Сюжет
Тимон и Пумба гледат „Цар лъв“ в тъмно кино. Тимон се кара, защото иска да прескочи голямата част от филма, докато стигне там, където участват той и Пумба. Пумба му обяснява, че са участвали, но Тимон не приема. По-късно Тимон превърта филма до времето, преди Симба да се роди.
По това време Тимон живее в сурикатна колония далеч от Лъвската Скала и е най-лошият копач от всички. Докато неговата майка му съчувства и го окуражава, неговият Чичо Макс е по-скептичен и се срамува от племенника си. Майката на Тимон убеждава Чичо Макс да му даде работа като часовой. В резултатът Чичо Макс едва не става храна за трите хиени, Шензи, Банзай и Ед. Тимон губи уважението на колонията и си тръгва, надявайки се да намери мястото си в света. По пътя си среща Рафики, който му казва, че търси „Хакуна Матата“ и му казва как да стигне там. Тимон приема метафората буквално и си мисли, че това е място, намиращо се при Лъвската Скала. По пътя той среща Пумба за първи път и двамата почти стават приятели.
Приключенията на Тимон и Пумба започват да се припокриват със събитията от „Цар Лъв“. Докато вървят през стадото животни, събрани да приветстват раждането на Симба, Пумба пуска газ и лошата миризма кара някои от животните да припаднат. Другите животни отпред си мислят, че се покланят и те също решават да се поклонят.
Тимон и Пумба продължават пътешестието си и намират нов дом до Лъвската Скала. На следващата сутрин те са обезпокоени от шум отвън. Това са всъщност Симба, Нала и животните, които пеят „Как искам цар да съм аз“. Тимон се ядосва и удря крака на слона, който подпира кулата от животни. Слонът подскача от изненада и кулата пада (което обяснява защо кулата се разпада в първия филм). Домът на Тимон и Пумба е разрушен от тази постъпка и те тръгват да търсят нов дом. По пътя си минават през слонското гробище, където виждат Муфаса да спасява лъвчетата от хиените. Същата нощ, по-навътре в гробището виждат армия от хиени да марширува на песента „Чакай знак“ и двамата побягват. По-късно се озовават в каньона, само за да се сблъскат с лавина от препускащи антилопи, която е същата, както в първия филм, където Симба изгубва баща си. Докато бягат от антилопите, двамата падат от водопад и се озовават пред огромна, луксозна и празна джунгла, в която те правят своя нов дом. По-късно намират Симба и филмът ни показва някои части от техния живот през годините.
Като възрастен, Симба пак се среща със своята приятелка Нала, и Тимон и Пумба опитват всичко, за да спрат Симба да не се влюби в нея. Получават обяснение някои подробности, неразкрити в първия филм. Така например, в оригиналния филм Симба и Нала падат и се търкулват по една скала, защото Тимон и Пумба ги спъват с лоза. Въпреки че не успяват в намеренията си, Тимон и Пумба са щастливи, когато виждат Симба да се кара с Нала и да бяга в тревните земи. Те се връщат обратно да спят като не разпознават духа на Муфаса, а го приемат за облак, вещаещ лошо време. На следващата сутрин Нала се опитва да им обясни, че Симба се е върнал у дома да предизвика Скар. Пумба следва Нала, оставяйки Тимон сам. Рафики се появява пред Тимон, но преди да може да каже нещо, Тимон осъзнава, че „Хакуна Матата“ се отнася за приятелите му, а не за дома му. Тимон настига Пумба и заедно се отправят към Лъвската Скала.
Там Тимон се среща с майка си и Чичо Макс за първи път откакто е напуснал колонията. Те се борят с хиените, докато Симба се бори със Скар. Благодарение на бързото мислене на Тимон, хиените са обезвредени, точно когато Скар е хвърлен от Лъвската Скала от Симба. След победата над Скар Симба става царят и Тимон казва на майка си, че си е намерил своето място, но нещо му липсва – неговото семейство. В края Тимон и Пумба се връщат в своята райска джунгла, като вземат със себе си цялата сурикатна колония. Сурикатите сега имат безопасен дом, където не е нужно да работят, и Тимон е поздравен като герой.
Когато филмът свършва, Пумба казва, че иска да го гледа пак, но Тимон отказва. Майката на Тимон, Чичо Макс, Симба и Рафики изведнъж пристигат и молят да видят филма. Те са придружени от безброй Дисни герои от повечето анимации на Дисни, направени между 1928 и 2002, като Снежанка и седемте джуджета, Гуфи, Доналд Дък, Покахонтас, Стич и Мики Маус. Тимон се предава и пуска филма отначало пак. Точно преди да свърши филма Пумба казва, че още не е свикнал с тълпи.

## Синхронен дублаж
| Роля             | Изпълнител                                      |
| ---------------- | ----------------------------------------------- |
| Тимон            | Георги Стоянов (диалог) Ненчо Балабанов (вокал) |
| Пумба            | Георги Спасов (диалог) Цанко Тасев (вокал)      |
| Майката на Тимон | Ива Апостолова                                  |
| Чичо Макс        | Сава Пиперов                                    |
| Симба            | Петър Салчев                                    |
| Рафики           | Марин Янев                                      |
| Нала             | Петя Абаджиева                                  |
| Шензи            | Даринка Митова                                  |
| Банзаи           | Георги Новаков                                  |
| Ед               | Марио Филио                                     |
| Зазу             | Веселин Ранков                                  |
| Клинчи           | Симеон Викторов                                 |
| Малкия Симба     | Живко Станев                                    |

### Други гласове
| Ваня Иванова        |
| Венцислава Стоилова |
| Петя Абаджиева      |
| Веселин Ранков      |
| Здравко Димитров    |
| Никола Колев        |
| Симеон Викторов     |
| Стефан Младенов     |

### Хор
| Антоанета Георгиева   |
| Варвара Пенкова       |
| Даринка Кандулкова    |
| Десислава Иванова     |
| Гиргина Гиргинова     |
| Жанина Веселинова     |
| Мария Димова          |
| Мария Николаева       |
| Мирослава Антова      |
| Стефка Моллова        |
| Вера Гиргинова        |
| Йоланта Георгиева     |
| Александър Господинов |
| Атанас Сребрев        |
| Богомил Спиров        |
| Борис Солтарийски     |
| Боян Василев          |
| Младен Петров         |
| Ненчо Балабанов       |
| Николай Петров        |
| Орлин Павлов          |
| Владимир Попов        |
| Юлий Апостолов        |

| Роля                            | Изпълнител                                  |
| ------------------------------- | ------------------------------------------- |
| Свят и вечен закон              | Стефка Оникян                               |
| Да дълбаем Да дълбаем (реприза) | Хор                                         |
| Ще съм върхът                   | Ненчо Балабанов                             |
| Как искам цар да съм аз         | Живко Станев Йоанна Падешка                 |
| Малък свят                      | Ненчо Балабанов                             |
| Хакуна Матата                   | Ненчо Балабанов Цанко Тасев                 |
| Лъвът си спи в нощта            | Красимир Андреев                            |
| Изгрев, залез                   | Ненчо Балабанов Цанко Тасев                 |
| Тази нощ любов изгря            | Мария Николаева Ненчо Балабанов Цанко Тасев |

### Българска версия
| Обработка                       | Александра Аудио (2004)                 |
| ------------------------------- | --------------------------------------- |
| Режисьор на дублажа             | Ваня Иванова                            |
| Превод                          | Венета Янкова                           |
| Музикален режисьор              | Десислава Софранова                     |
| Музикален асистент              | Цветомира Михайлова                     |
| Превод на песните               | Десислава Софранова Цветомира Михайлова |
| Тонрежисьор на записа           | Петър Костов                            |
| Творчески ръководител           | Венета Янкова                           |
| Продуцент на българската версия | Disney Character Voices International   |